# Ciceró
|  | Per a altres significats, vegeu «Ciceró (desambiguació)». |

Marc Tul·li Ciceró (en llatí: Marcus Tullius M. f. M. n. Cor. Cicero; Arpínum, 3 de gener del 106 aC - Fòrmies, 7 de desembre del 43 aC) fou un polític, filòsof i orador de l'antiga Roma. És un dels personatges de l'antiguitat més coneguts gràcies a la biografia que en va escriure Plutarc.
Entre els seus escrits destaquen les epístoles, els discursos i les obres retòriques i filosòfiques, per les quals Ciceró és considerat un dels autors més importants de la literatura llatina clàssica.

## Biografia
Marc Tul·li Ciceró va néixer en una família de classe eqüestre rural el 3 de gener de 106 aC. El seu avi fou un ciutadà romà amb un paper localment destacat. Son pare, que també es deia Marc Tul·li, va restar al camp a causa de la seva delicada salut i no va tenir aspiracions polítiques. Sa mare es deia Hèlvia i provenia també d'una gens notable.
Quan encara era jove, la seva família el va enviar a Roma, on va rebre l'educació i la formació adequades per a accedir a la carrera política. A l'urbs va conèixer Eli Estiló, que fou el seu professor de gramàtica. També va estudiar Dret amb el jurista Quint Muci Escèvola. Quant a la filosofia, va estudiar el corrent epicuri amb Fedre, el corrent platònic amb Filó de Larisa i la filosofia estoica amb Diòdot. També va establir lligams amb el cercle poètic de Lutaci Càtul, del qual sorgirien els poetae noui. També a Roma va conèixer l'autor tràgic Acci i va tenir l'oportunitat d'escoltar alguns dels grans oradors antics com Marc Antoni o Luci Licini Cras.
Durant una breu carrera militar —obligatòria per als ciutadans romans—, va romandre sota les ordres del cònsol Pompeu Estrabó. Ciceró, gens entusiasta de la vida militar, decidí de reprendre els estudis l'any 81 aC. Aquest mateix any, començà la carrera com a advocat i redactà el seu primer discurs judicial en una causa civil: En defensa de Quincti. Posteriorment, acceptà la defensa de Sext Rosci, un jove acusat de parricidi. Es tractava d'un cas amb implicacions polítiques, perquè un dels beneficiats de la mort del vell Rosci era Crisògon, el favorit del dictador Sul·la. El jove Rosci fou finalment absolt i Ciceró, tement la probable venjança del dictador, viatjà a Grècia l'any 79 aC per a prosseguir la seva formació.
Va romandre dos anys a Grècia (fins al 77 aC), durant els quals va tenir un gran nombre de mestres. Entre ells, destaca Demetri el Siri, un rètor grec de l'Acadèmia platònica d'Atenes. Durant aquest període, Ciceró visità també l'Àsia Menor, on fou acompanyat en algunes visites per Dionisi de Magnèsia, Èsquil de Cnidos i Xènocles d'Adramítion, que en aquell temps eren els més importants rètors d'Àsia.
El contacte amb el món grec va servir perquè, posteriorment, apliqués diferents concepcions als problemes filosòfics. Així, els seus plantejaments relatius a la moral van ser propers a l'estoïcisme, mentre que en l'àmbit de la gnoseologia defensava un escepticisme moderat. Al capdavall, aquestes influències i lectures el van fer adoptar una posició eclèctica. De fet, Ciceró sintetitzarà la tradició grega reescrivint-la en llatí.

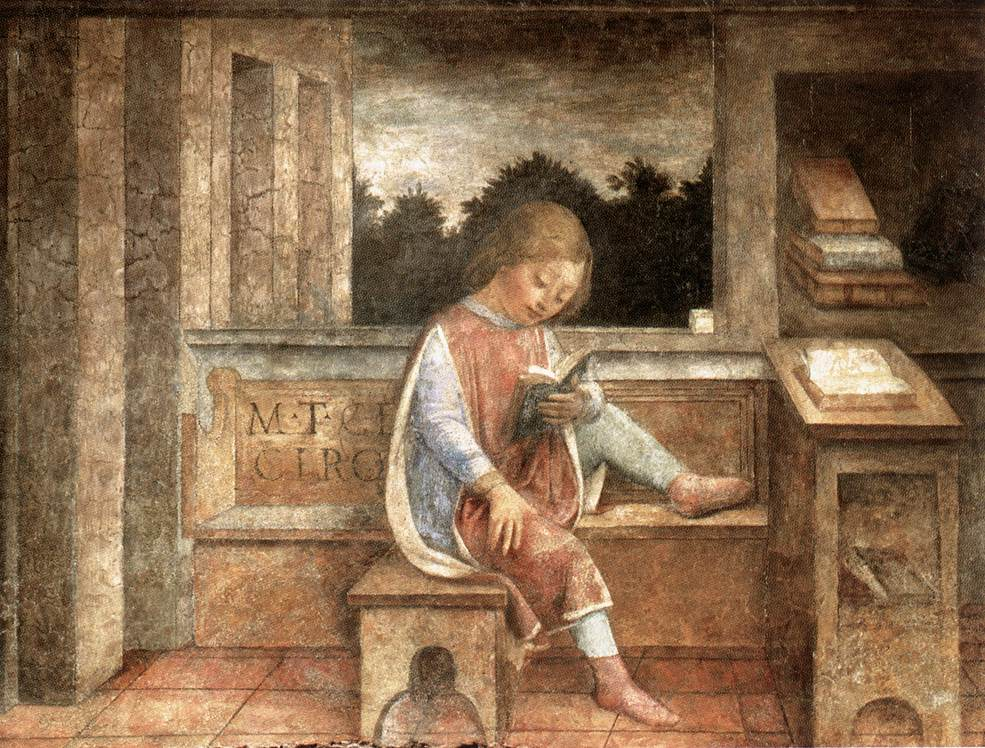
El jove Ciceró llegint

Després de la mort del dictador Sul·la, Ciceró va tornar a Roma. Just abans (o poc després) del viatge a Grècia, es va casar amb Terència, qui va tenir un paper molt important en la seva carrera política. El matrimoni va tenir dos fills, Marc i Túl·lia.

### Carrera política
Després de tornar a Roma l'any 77 aC, Ciceró emprengué el cursus honorum com a qüestor a la província romana de Sicília el 75 aC. Aquest càrrec li va procurar l'estima dels sicilians, els quals li van demanar, l'any 71 aC, dur a terme l'acusació contra Verres, exgovernador de l'illa, en un cas de corrupció i robatori d'obres d'art. Amb el discurs Contra Verres, Ciceró s'enfrontà al prestigiós lletrat Quint Hortensi. Les proves acusatòries presentades per Ciceró van ser aclaparadores i van evidenciar la culpabilitat de Verres, qui fugí abans de ser condemnat. Gràcies a aquest cas, Ciceró es consagrà com a advocat, cosa que va fer servir com a trampolí polític.
L'any 69 aC, Ciceró va ser elegit edil curul i el 66 aC pretor urbà. Dos anys després, el 64 aC, es va presentar a les eleccions consulars, que aconseguí guanyar gràcies al suport dels optimats (una facció de l'aristocràcia romana). Durant el seu consolat s'enfrontà als seguidors del partit popular, arran de l'anomenada conjuració de Catilina, una conspiració organitzada pel noble Luci Sergi Catilina, que volia derrocar el govern i assolir el poder. Amb les Catilinàries –els seus famosos quatre discursos–, Ciceró aconseguí presentar el complot just a temps per tal d'exposar totes les intrigues de Catilina i dels seus còmplices, evitant així el cop d'estat a la república.

### Exili
Tot i que alguns, per haver salvat la república, van arribar a anomenar-lo Pater Patriae (pare de la pàtria), Ciceró comptava diversos enemics, encapçalats per Pisó, cònsol, i Clodi, tribú de la plebs. Finalment, el tribunat de la plebs carregà contra ell amb una llei per haver executat ciutadans romans. Aquesta llei, anomenada Lex Clodia de capite civis Romani, condemnava a l'exili i ordenava confiscar els béns de qui hagués condemnat a mort un ciutadà romà sense les degudes garanties processals. Així doncs, Ciceró va haver d'exiliar-se l'any 58 aC, els seus béns van ser saquejats i la seva mansió del Palatí, incendiada. El destí de l'exili va ser Tessalonica i Dirràquium. Amb tot, l'any 57 aC, el tribú Luci Ninni Quadrat va presentar una moció pel retorn de Ciceró, però va ser obstaculitzada per Clodi. Posteriorment, el 4 d'agost del mateix any, es va produir una votació al Senat pel retorn de Ciceró, promoguda per Pompeu. El dia 8 d'agost, Ciceró rep la notificació d'haver estat legalment reintegrat a Roma: "El retorn és un viatge triomfal; gent d'arreu, de pobles i ciutats, surten a saludar-lo i disposen una fila al seu pas". Ciceró arriba a Roma el 4 de setembre, dia que comencen els jocs romans.

### Retorn a Roma i últims anys de vida
L'any 53 aC, Ciceró va ser nomenat àugur, i el 51 aC acceptà el càrrec de procurador de la província romana de Cilícia, però tornà a Roma un any després. És llavors quan donà el seu suport a la facció conservadora del general Pompeu contra Juli Cèsar, durant la guerra civil. Per a Ciceró, l'ideari que representava Pompeu era més fidel als valors tradicionals de la república. Amb tot, Ciceró no va participar en la decisiva batalla de Farsàlia l'any 48 aC, perquè va romandre a l'Epir. En saber de la victòria de Juli Cèsar, Ciceró va comprendre que l'oposició era inútil i des d'aquell moment es dedicà plenament a l'escriptura, abandonant tota activitat política. Cèsar li perdonà la vida pel seu prestigi com a escriptor, pensador i orador després que Ciceró li implorés clemència.
El 46 aC, amb 60 anys, es va divorciar de Terència. Poc després es va tornar a casar amb Publília.
Quan Cèsar fou assassinat, el març de l'any 44 aC, Ciceró tornà a la política i s'oposà amb totes les seves forces a Marc Antoni, lloctinent de Cèsar, tot escrivint contra ell les famoses Filípiques, i establint amistat amb el fill adoptiu de Cèsar, Octavi (que n'era el renebot natural). A les acaballes de l'any 43 aC, Marc Antoni ordenà secretament l'execució de Ciceró i altres setze persones. Ciceró fou advertit de les intencions de Marc Antoni i fugí a Túsculum, després d'embarcar a Antium. Al capdavall, les inclemències del temps l'obligaren a desembarcar a Circeis, des d'on es dirigí a la seva vila de Formia. Durant el trajecte, fou interceptat pels soldats de Marc Antoni, que li van tallar el cap i les mans. Les despulles de Ciceró van ser enviades a Marc Antoni, qui ordenà empalar-les i exposar-les als rostra del fòrum romà.

## Retòrica

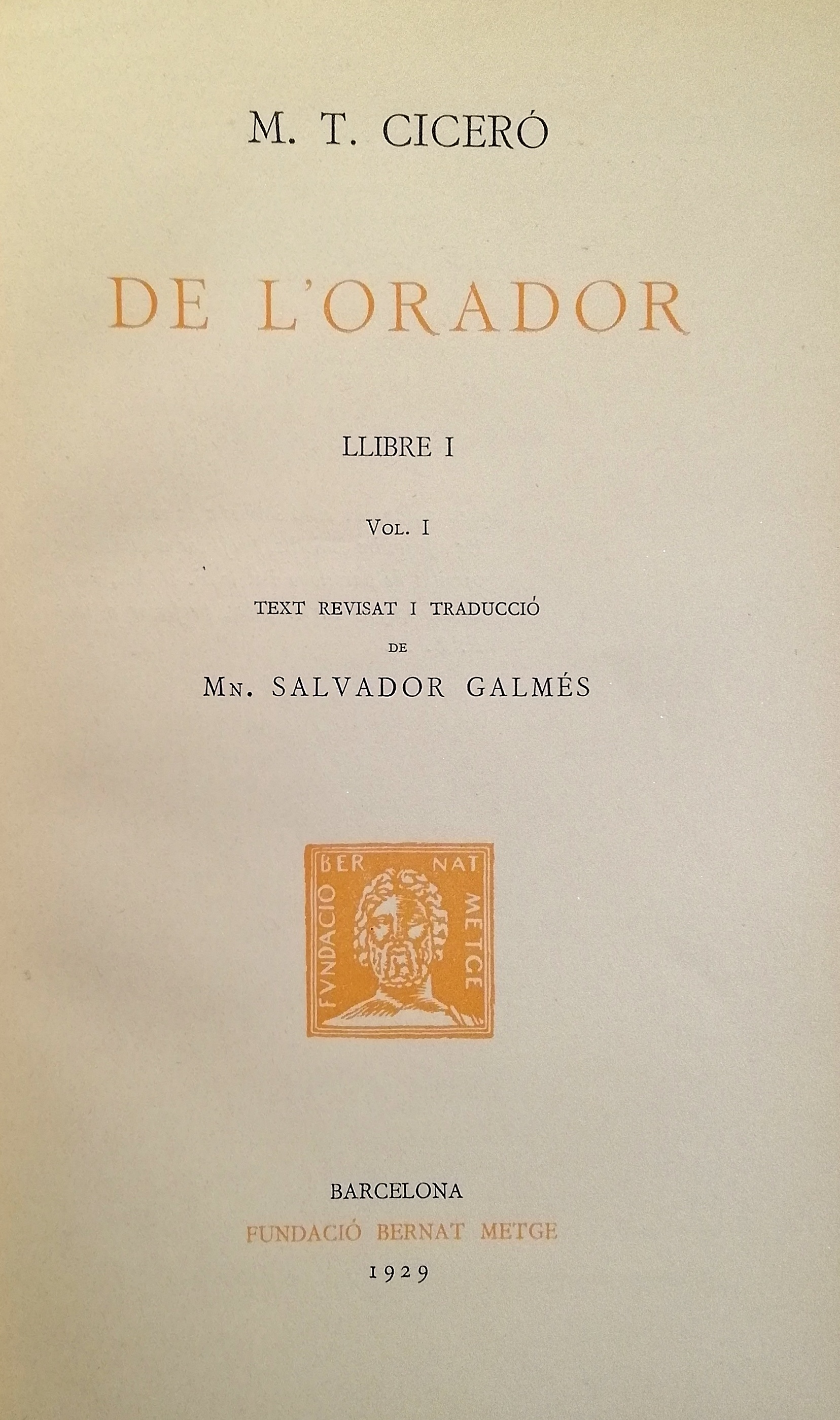
De oratore (De l'orador) de Marc Tul·li Ciceró - Traducció catalana publicada a Barcelona l'any 1929 per la Fundació Bernat Metge - Llibre I, volum I - 74 pàgines dobles en traducció llatí / català

A l'inici de la seva obra sobre la retòrica, quan encara era un jove inexpert, Ciceró va exposar la seva principal idea: un bon orador havia d'unir correctament l'ús de les paraules i tenir un ampli domini de diverses matèries, en particular de la filosofia. Després del seu exili, l'any 55 aC, va publicar De l'orador (De oratore) i, posteriorment, a la primavera de l'any 46 aC, va escriure Brutus (Brutus) i L'orador (Orator).
Els tractats de retòrica més importants de Ciceró són els següents:
- De oratore. Es tracta d'un al·legat sobre la formació de l'orador ideal i la funció de l'oratòria en la Roma del segle I aC. És d'una obra concebuda sobre bases filosòfiques, però escrita amb vocació de ser aplicada al context de la política de l'època. És un plantejament lògic per part de qui veia en la política un benefici per a la comunitat, el seu l'objectiu suprem. De oratore no pretenia ser un manual de retòrica per a principiants, tot i que presentava una sòlida base de retòrica. Amb tot, constituïa un tractat sobre la completa educació de l'home públic. D'acord amb la teoria retòrica tradicional, un discurs havia de constar de cinc elements fonamentals: a) trobar els arguments més convenients (inventio); b) ordenar-los de la manera més efectiva (dispositio); c) exposar-los amb el llenguatge adequat a la situació i al públic (elocutio); d) memoritzar el contingut del discurs de manera que flueixi de manera natural i no forçada (memoria); i, finalment, d) interpretar tot allò amb els gestos adequats, mirades i inflexions de la veu (actio), amb tècniques semblants a les d'un actor. Es tractava, en definitiva, de «tenir en compte tres coses: què dir, en quin ordre i com». Ciceró va adoptar aquestes regles bàsiques de l'ortodòxia retòrica, totes importades del món grec, on ell havia tingut ocasió d'estudiar durant la joventut.
- Brutus. És una obra publicada en la primavera de l'any 46. Tracta de la història de l'eloqüència, des dels seus inicis fins al temps de Ciceró a Roma. Està concebuda en forma d'un diàleg celebrat a la casa de Ciceró al Palatí, en el qual participen: Àtic, Brutus –a qui està dedicada l'obra–, i el mateix Ciceró, qui se situa com autoritat davant dels seus interlocutors. Ciceró considera que el cim de l'eloqüència romana ha estat aconseguida per ell i es defensa contra els aticistes extrems.
- Orator. El proemi d'aquesta obra sosté que l'orador perfecte ha de distingir-se'n per la cultura filosòfica i el domini dels tres estils: genus tenue, genus medium i genus grande. Amb un estil didàctic, Ciceró es preocupa sobretot de valorar el pathos, amb el qual ha aconseguit l'excel·lència.

D'altres tractats que es conserven, hi destaquen:
- De optimo genere oratorum (Els millors oradors). Aquest tractat parla sobre el millor tipus d'eloqüència, la manera d'aconseguir-la i de com elaborar-la.
- Partitiones oratoriae (Les parts de la retòrica), sobre diferents divisions dels discursos.
- Topica (Temes), sobre els llocs més comuns dels discursos.

## Discursos
Es conserven 58 discursos de Ciceró –alguns d'ells incomplets–, dels 87 que en va escriure. Es divideixen en discursos de causa civil i discursos polítics.
Dins del primer grup, el més antic conservat és el Pro P. Quinctio, que data de l'any 81 aC. També coneixem Pro A. Caecina i Pro Q. Roscio Comoedo, processos sobre causes de propietat i diners. De la possessió del dret de ciutadania tracten Pro Archia poeta i Pro L.Cornelio Balbo. A més, també va tractar diferents causes criminals, com a Pro A. Cluentio o a Pro Sex. Roscio Amerino, que el va donar a conèixer. Ciceró, tanmateix, va sobresortir en els discursos per causes penals (la majoria delictes polítics), entre els quals destaca el discurs In Verrem, que li donà la fama.
Al segon grup, hi trobem De imperio Cn. Pompei, en el qual va recomanar la concessió de plens poders a Pompeu. Aquest va ser el seu primer discurs polític. Després de discursos sobre la llei agrària (De lege Agraria), segueixen les Catilinàries. Altres discursos destacables són: De domo sua ad pontifices, per les notícies que conté sobre el dret sagrat i polític; i Les Filípiques, proclamades contra Marc Antoni, que finalment el van ser la causa de la mort de Ciceró.

### In C. Verrem (Les Verrines)
A principis d'agost de l'any 70 aC, començà a Roma, enmig d'una gran expectació, el discurs oral contra Gai Verres, exgovernador de Sicília acusat pels mateixos sicilians. S'acusava Verres de corrupció perquè, mentre va administrar l'illa, va espoliar i vexar els seus habitants. A la primera sessió, Ciceró hi pronuncià un discurs en què es va fer ressò de la parcialitat dels jutges i les maniobres de l'acusat per diferir el judici. Ciceró va presentar moltes proves en contra d'aquest, fins al punt de forçar l'advocat defensor (Qiunt Hortensi) a guardar silenci i fingir una malaltia per no assistir-hi a les sessions. Verres, en veure's ja condemnat, va optar per marxar desterrat per pròpia iniciativa. Al capdavall, el jurat es va reunir i va confirmar la sentència condemnatòria. A més, va exigir com a indemnització un pagament de tres milions de sestercis per als sicilians.
Del procés contra Verres, se'n conserven altres cinc discursos, els quals mai no van arribar a ser proclamats, ja que corresponien a la segona part de l'acusació. Per aquest motiu, aquests cinc discursos es presenten sovint com a obres independents. Els títols són: De praetura urbana, De praetura Siciliense, De frumento, De signis i De suppliciis.
Gràcies a aquest cas, Ciceró va atreure's el favor popular i l'amistat d'en Pompeu, perquè havia aconseguit la condemna d'un aristòcrata. Les Verrines, un cop publicades, van córrer de mà en mà i van contribuir a fer de Ciceró l'orador més prestigiós de Roma.

### In L.Catilinam (Les Catilinàries)

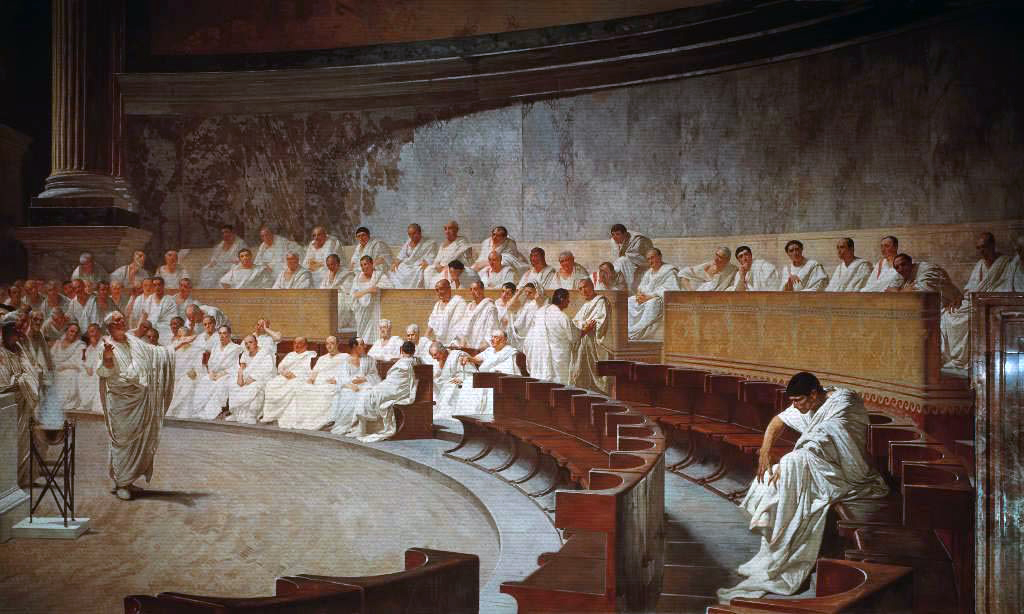
Ciceró denunciant Catilina

Dels discursos més reconeguts al llarg de la història són els que pronuncià Ciceró contra Luci Sergi Catilina. Les Catilinàries són quatre discursos pronunciats al senat romà, si bé Ciceró els va publicar tres anys després amb alguns canvis.
L'any 63 aC fou l'any de l'anomenada conjuració de Catilina. L'aristòcrata Luci Sergi Catilina –que havia perdut les eleccions al càrrec de cònsol– es presentà un segon cop, intentant assegurar-se la victòria mitjançant suborns. Va ser llavors, que Ciceró impulsà una llei contra aquestes pràctiques. Amb tot, Catilina i els seus partidaris no es van rendir i encetaren una conspiració per matar Ciceró i altres membres del senat. Ciceró, però, descobrí a temps el complot de Catilina: un cop d'estat a la república.
No serà fins al vuit novembre que Ciceró pronuncià la Primera Catilinària. Dos dies abans, els conjurats es van reunir amb Catilina a casa de Marc Porci Leca, on van rebre les instruccions per matar a Ciceró. Però Fúlvia –amant d'un dels conjurats–, alertà Ciceró dels futurs esdeveniments. Així, el matí del dia vuit, Ciceró convocà diversos senadors i els informà del missatge de Fúlvia. Tot seguit, Ciceró convocà el senat per explicar la conjura, davant del mateix Catilina, i pronuncià la Primera Catilinària. Aquella mateixa nit, Catilina fuig de Roma. Ciceró, però, no aturà el procés, i el dia 9, reunit tot el poble al fòrum, explicà la conspiració pronunciant a la Segona Catilinària. 
Al desembre del mateix any, a la matinada del dia 3, uns legats dels al·lòbroges que portaven cartes autògrafes per a Catilina, van ser capturats. Els conjurats volien que fossin còmplices. Ciceró, després d'obtenir les proves (les cartes) i interrogar els acusats, convocà als senadors. Més tard, reunirà el poble i explicarà allò que han parlat al senat: és la Tercera Catilinària. Dos dies després, el dia 5, hi pronuncia la Quarta Catilinària. Al capdavall, Ciceró i el senat es reuniren per decidir quina ha de ser la pena dels conjurats. El senat els sentencià a pena de mort.

### In M. Antonium Orationes Phillippicae (Les Filípiques)
Amb el nom de Filípiques, s'han conservat catorze discursos pronunciats per Ciceró entre el 2 de setembre del 44 aC i el 21 d'abril de 43 aC, en els quals intenta revelar els projectes hegemònics de Marc Antoni. Per bé que només se'n conserven catorze, és possible que n'hi hagués molts més. De fet, Arusià Mesi (gramàtic del segle iv) cita dues frases de Ciceró extretes, suposadament, de les Filípiques XVI i XVII. Amb tot, dels catorze discursos, consta que onze van ser pronunciats al senat, dos davant del poble i un que no va ser pronunciat mai, tot i que està redactat.
Una de les preguntes més freqüents és per què s'anomenà Filípiques a aquests discursos si el destinatari era Marc Antoni. És probable que el primer nom dels textos nom no fos aquest, si bé es va mantenir el nom de Filípiques atès que va ser com Ciceró –col·loquialment– els anomenà en una carta dirigida al seu amic Àtic. En tot cas, el nom fa clarament referència a Les Filípiques de Demòstenes, orador grec admirat per Ciceró, que va pronunciar-les contra el rei Filip II de Macedònia.
Sis mesos després de l'assassinat de Cèsar, Roma encara restava commocionada per l'esdeveniment. En aquell moment, al setembre de l'any 44 aC, Ciceró començà a veure la política de Marc Antoni com un nou perill per a la República. Amb les Filípiques, Ciceró criticà les actuacions de Marc Antoni i aconseguí que el senat, després d'intentar una sortida negociada al conflicte entre Marc Antoni i Dècim Brut, es posés en contra de Marc Antoni. Al capdavall, Marc Antoni serà derrotat a Mòdena i declarat enemic de Roma. Anys després, amb la formació del Segon Triumvirat i la rehabilitació política de Marc Antoni, Les Filípiques acabaran constant-li la vida a Ciceró.
Des del punt de vista estilístic, aquests discursos marquen el punt àlgid de l'eloqüència ciceroniana, en els quals trobem plegades totes les característiques ciceronianes dels discursos anteriors.

## Obres

Opera omnia, 1566.

### Discursos
- (81 aC) Pro Quinctio
- (80 aC) Pro Roscio Amerino
- (70 aC) In Verrem
- (69 aC) Pro Fonteio
- (69 aC) Pro Caecina
- (66 aC) Pro Cluentio
- (66 aC) De Imperio Gnaei Pompei
- (63 aC) De Lege Agraria contra Rullum
- (63 aC) In Catilinam
- (63 aC) Pro Rabirio Perduellionis Reo
- (62 aC) Pro Sulla
- (62 aC) Pro Archia Poeta
- (59 aC) Pro Flacco
- (57 aC) Post reditum in senatu
- (57 aC) Post reditum ad Quirites
- (57 aC) De domo sua
- (57 aC) De Haruspicum responsis
- (56 aC) Pro Sestio
- (56 aC) In Vatinium
- (56 aC) Pro Caelio
- (56 aC) De Provinciis Consularibus
- (56 aC) Pro Balbo
- (55 aC) In Pisonem
- (54 aC) Pro Rabirio Postumo
- (52 aC) Pro Milone
- (46 aC) Pro Marcello
- (46 aC) Pro Ligario
- (45 aC) Pro Deiotaro
- (44-43 aC) Philippicae

### Tractats de retòrica
- (84 aC) De inventione
- (55 aC) De oratore (sobre la formació de l'orador)
- (54 aC) Partitiones oratoriae es refereix a les divisions dels discursos.
- (52 aC) De optimo genere oratorum, que versa sobre el millor tipus d'eloqüència.
- (46 aC) Orator (retrat de l'orador ideal)
- (46 aC) Brutus, història de l'eloqüència grega i romana.
- (44 aC) Topica, sobre els llocs habituals dels discursos.

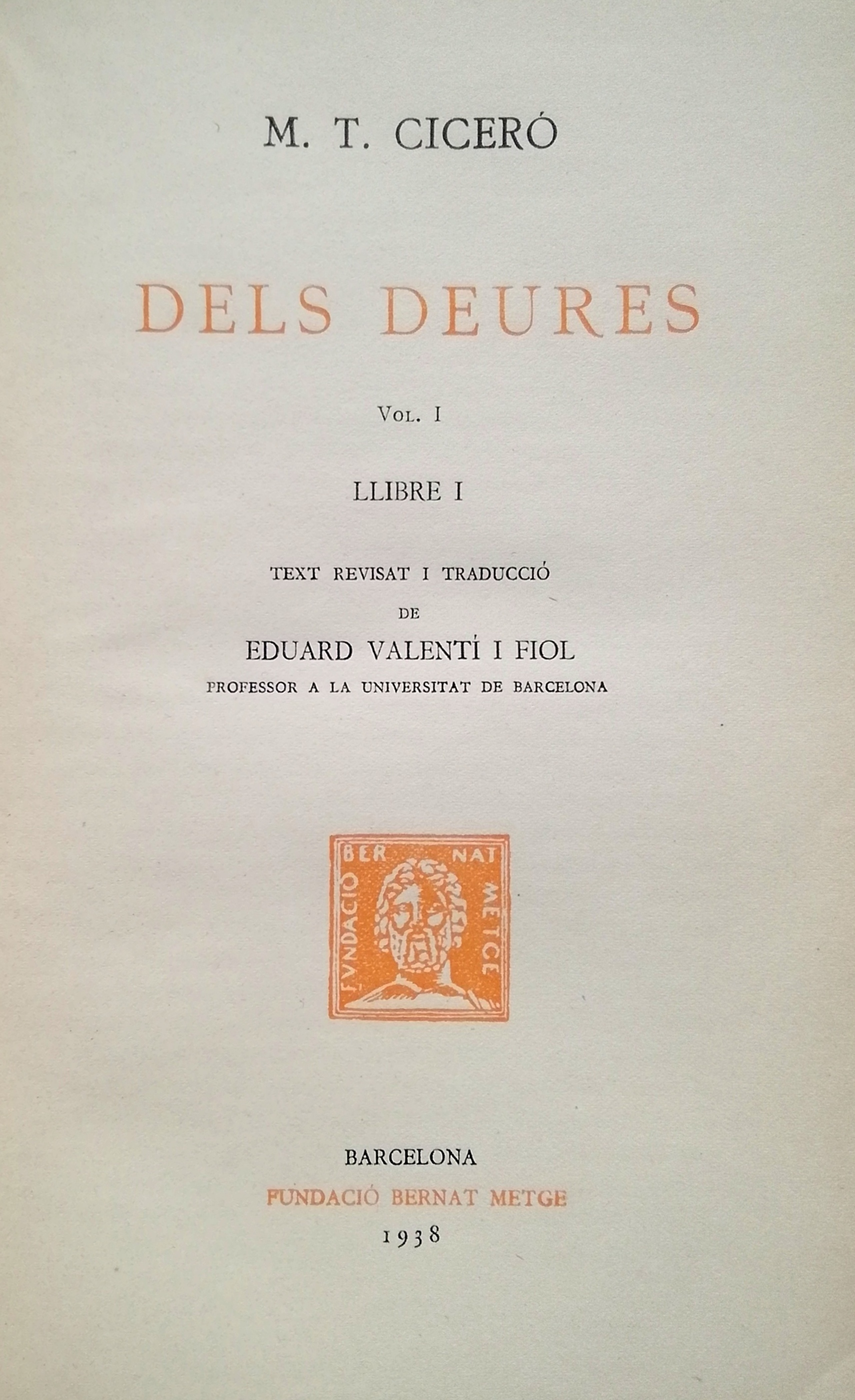
Dels Deures (De officiis) de Ciceró. Traducció llatí / català publicada a Barcelona per la Col·lecció Fundació Bernat Metge l'any 1938

### Obra filosòfica
- (51 aC) La República (De re pública), que proposa com a millor sistema polític el resultat de la fusió de la monarquia, l'oligarquia i la democràcia.
- (52 aC) Les Lleis (De legibus), sobre el dret natural, les lleis sagrades i l'ordre estatal, així com sobre les funcions pròpies dels magistrats.
- (46 aC) Les paradoxes dels estoics (Paradoxa Stoicorum)
- (45 aC) Hortensius.
- (45 aC) Luculius o Academica Priora - Liber Secundus.
- (45 aC) Varro o Academica Posteriora.
- (45 aC) Consolatio de la mort de la seva filla Túl·lia, on defensa la immortalitat de l'ànima.
- (45 aC) De finibus bonorum et malorum (Sobre el bé i el mal, contraposició de les teories epicúries, estoiques, platòniques i peripatètiques).
- (45 aC) Tusculanes (Tusculanae Quaestiones)
- (45 aC) La naturalesa dels déus (De natura deorum)
- (45 aC) De divinatione
- (45 aC) De fato
- (44 aC) Cató el Vell, De la vellesa (Cato Maior de senectute) (Sobre la vellesa)
- (44 aC) Leli, De l'amistat (Laelius de amicitia)
- (44 aC) Dels deures (De officiis). Potser l'obra mestra de Ciceró. L'últim dels seus tres llibres és el més personal, escrit parcialment sota la seva indisposició contra la tirania de Marc Antoni

### Epístoles
- (68-43 aC) Epistulae ad Atticum Dividides en 16 llibres i disposades majoritàriament por ordre cronològic.
- (62-43 aC) Epistulae ad familiares formades per 16 llibres (s'agrupen per destinataris).
- (60-54 aC) Epistulae ad Quintum fratrem, en 3 llibres, recullen les cartes entre Ciceró i el seu germà Quint.
- (43 aC) Epistulae ad Marcum Brutum, originalment recollides en 9 llibres.

### Traduccions catalanes
- L'amistat. Traducció d'Ana Gómez Rabal. Martorell: Adesiara, 2013.[9]
- De l'orador. Llibre I, volum I. Traducció de mossèn Salvador Galmés. Barcelona: Fundació Bernat Metge, 1929. 74 pàgines dobles en traducció bilingüe llatí / català.

## Pervivència
Al segle ix, un monjo benedictí de l'abadia de Corbie, Hadoard (o Hadoardus), compilà una col·lecció d'extractes que demostren que tenia a la seva disposició el corpus de les obres filosòfiques de Ciceró.
Gràcies al gust medieval pels extractes de passatges ciceronians, se'n conserven algunes parts. En el període carolingi, Ciceró es va convertir en un model d'estil cuidat. La familiaritat amb Ciceró creix en el segle xi i arriba al cim en el XII, amb Joan de Salisbury i Otó de Freising i, posteriorment, en el segle xiii, amb Vicent de Beauvais i Roger Bacon. El centre d'interès són les obres retòriques de Ciceró, especialment aquelles que són idònies per l'ensenyança escolàstica a causa del seu caràcter esquemàtic. En el Renaixement creix la comprensió per Ciceró com a persona, com es pot constatar en Petrarca i les seves composicions crítiques. També el seu escepticisme filosòfic desperta interès en el Renaixement.
La importància de Ciceró en l'escola clàssica es fonamenta més en qualitats del contingut que en la forma. De fet, molts erudits de l'època van situar Ciceró per damunt d'Aristòtil.
Al segle xix, es va redescobrir l'obra De re publica, que aconsegueix fascinar a molts lectors interessar, si bé més per les qüestions relatives a la constitució republicana que per la retòrica.
En el segle XX els fonaments filosòfics de la retòrica son novament estudiats des de diferents perspectives: lògica, psicològica, i ètica. En el curs d'aquest procés, surt a la llum el significat europeu de Ciceró, entre Aristòtil i Agustí. L'actitud antiretòrica dels que consideren pecaminós el cos del llenguatge, i la difamació de Ciceró que resultava d'ella, es revelen retrospectivament com a barbàrie.